# Mandélia
Mandélia è un comune del Ciad situato nel dipartimento di Chari, provincia di Chari-Baguirmi. 
È il capoluogo del dipartimento.